# Golf de Moliets
De Golf de Moliets is een Franse golfclub in het departement Landes, Aquitanië.
De golfbaan ligt ongeveer 60 km ten noorden van Biarritz en maakt deel uit van het Resort de Moliets, evenals 16 tennisbanen, waarvan er twee binnen zijn.

## 18 holes baan
In het begin van de 80'er jaren wordt besloten de golfbaan aan te leggen. De golfsport begint ook in Frankrijk populair te worden. De Franse Golf Federatie maakt er, ook vanwege het prettige klimaat, een trainingscentrum voor de wintermaanden. De 18 holesbaan is ontworpen door Robert Trent Jones en heeft een par van 72. De holes 13, 14, 15 en 16 lopen langs de oceaan, en liggen open in de wind. De andere holes zijn meer beschut door dennebossen.

Zowel de Europese PGA Tour als de Challenge Tour bezoeken deze baan regelmatig.

#### Tourschool
Ook wordt de baan gebruikt voor de eerste stage van de Qualifying School, waar ongeveer 125 spelers vechten om 33 plaatsen om naar de tweede stage door te gaan. 

In 2007 is Ali Abdullahi de enige speler uit Nederland die op deze baan moet spelen, uit België komen Manoël Willems {Golforum and Business Club) en Laurent Richard (Sart-Tilman), maar geen van hen gaat door naar de volgende stage.

In 2008 spelen Ali Abdullahi, Johan Eerdmans, Richard Kind (am) en Stéphane Lovey op Moliets. Alleen Richard Kind mag door naar de 2de stage, die in Spanje plaatsvindt.

## 9 holes baan
Ook de 9 holesbaan is door Robert Trent Jones aangelegd, maar hij is wat korter en heeft een par van 31.
Moliets heeft ook een strand langs de Atlantische Oceaan, en ligt naast Courant d'Huchet, een tropisch natuurreservaat.